# Gerard du Celliée Muller

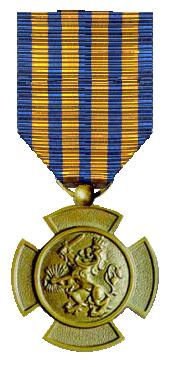
Bronzen Leeuw

Gerard Benjamin du Celliée Muller (Amsterdam, 28 februari 1918 - Santa Clara (Californië), 19 november 1987) was een Nederlandse verzetsman tijdens de Tweede Wereldoorlog.

## Familie
Muller was een lid van de patriciaatsfamilie (du Celliée) Muller en een zoon van ir. Julius Everhardus du Celliée Muller (1884-1968) en Eva Hannema (1886-1970). Hij trouwde in 1948 met Madeline Fenna van Geuns (1923) met wie hij drie kinderen kreeg. Na de oorlog vestigden zij zich in Amerika.

## Verzetsverleden
Op 10 februari 1945 kwam hij met Tobias Biallosterski, dokter Frits Haverkamp, Johan Hellema en Jan Smoorenburg terug van een overleg met vertegenwoordigers van het verzet. Haverkamp was bezig de organisatie van de Gewestelijke Geneeskundige Dienst op te zetten. 
Bij Wognum werden ze gearresteerd door Grüne polizei en de Landwacht en in het raadhuis van Obdam opgesloten. Toen ze enkele uren later probeerden uit te breken, was hij de enige die erin slaagde te ontsnappen, Helleman werd bij de vluchtpoging doodgeschoten, Biallosterski en Haverkamp raakten gewond. Biallosterski werd in zijn borst geschoten en overleed op 26 april aan zijn verwondingen in het hospitaal van het Oranjehotel. Op 6 april 1945 werd Haverkamp met negen anderen alsnog op de hofstede van Nic. Adrichem te Limmen gefusilleerd als represaille voor het neerschieten van een Duitser. De hofstede werd daarna in brand gestoken.
Na de oorlog was Du Celliée Muller militair. Op 2 augustus 1946 ontving hij van koningin Wilhelmina de Bronzen Leeuw. Bij dezelfde ceremonie in Den Bosch werden ook geheim agenten Maarten Cieremans, Johan Grün, Pieter de Vos, Jaap Hinderink en Paul Polak onderscheiden. Hinderink ontving door diverse administratieve oorzaken de onderscheiding echter pas in 2017 op 94-jarige leeftijd.